# Ärtsläktet
Ärtsläktet (Pisum) ett släkte i familjen ärtväxter med tre arter från Medelhavsområdet och västra Asien.
Arter enligt Catalogue of Life:
- Pisum abyssinicum
- Pisum fulvum
- ärt (Pisum sativum)